# Bogdan Dombrowski
Bogdan Dombrowski (ur. 1956) – polski urzędnik państwowy, w 2013–2015 podsekretarz stanu w Ministerstwie Administracji i Cyfryzacji. 

## Biografia
Ukończył studia magisterskie na kierunku administracja na Wydziale Prawa i Administracji Uniwersytetu Gdańskiego. Ukończył też studia podyplomowe z prawa samorządowego oraz europejskiego prawa samorządowego.
W latach 1991–1998 był wójtem gminy Suchy Dąb, następnie w latach 1998–2006 był starostą gdańskim. Był również dyrektorem biura Związku Gmin Pomorskich. Od 1998 do 2024 był radnym powiatu gdańskiego. 16 maja 2012 został mianowany na funkcję podsekretarza stanu w Ministerstwie Rolnictwa, ale już 27 lipca tego samego roku został odwołany z tego stanowiska.  
1 września 2013 został powołany na stanowisko podsekretarza stanu w Ministerstwie Administracji i Cyfryzacji, które sprawował do końca istnienia tego urzędu w 2015. W wyborach parlamentarnych w 2015 kandydował do sejmu w okręgu nr 25 z listy Polskiego Stronnictwa Ludowego, uzyskał 1238 głosów i nie został wybrany. 
We wrześniu 2015 został odznaczony Odznaką Honorową za Zasługi dla Samorządu Terytorialnego.